# Nët
Il Nët (in russo Нёт?) è un fiume dell'Estremo Oriente russo, affluente di destra del Severnyj Uj (bacino idrografico dell'Aldan). Scorre nel Territorio di Chabarovsk.
La sorgente si trova nella parte centrale dei monti Džugdžur e scorre dapprima con direzione occidentale, poi svolta a sud-ovest; sfocia nel Severnyj Uj a 92 km dalla foce. La lunghezza del fiume è di 224 km, l'area del bacino è di 3 940 km².